# Třída Protector (2007)
Třída Protector je třída pobřežních hlídkových lodí nozovélandského královského námořnictva. Určeny jsou především k hlídkování a ochraně výsadní ekonomické zóny Nového Zélandu ve spolupráci s civilními vládními agenturami (pásmo do 200 námořních mil od pobřeží). Dalším využitím lodí je výcvik. Loděnice Tenix Defence Systems postavila celkem čtyři jednotky této třídy, zařazené do služby v roce 2009. Dvě jednotky byly vyřazeny už roku 2019. Jejich druhým uživatelem se stalo Irsko.

## Stavba
Pobřežní hlídkové lodě třídy Protector byly objednány jako součást novozélandského modernizačního projektu Protector z roku 2002, zahrnujícího ještě dvě oceánské hlídkové lodě třídy Protector a HMNZS Canterbury (L421). Hlavním kontraktorem projektu Protector se stala společnost Tenix Defence (nyní BAE Systems Australia), se kterou byl roku 2004 podepsán kontrakt. Pobřežní hlídkové lodě třídy Protector byly stavěny loděnicí ve Whangarei. Stavba první jednotky byla zahájena v roce 2005 a všechny čtyři kusy do služby vstoupily v roce 2009. Plavidla jsou pojmenována po novozélandských jezerech – HMNZS Rotoiti (P3569), HMNZS Hawea (P3571), HMNZS Pukaki (P3568) a HMNZS Taupo (P3570).
Jednotky třídy Protector:
| Jméno                 | Založení kýlu     | Spuštěna          | Vstup do služby | Status |
| --------------------- | ----------------- | ----------------- | --------------- | --- |
| HMNZS Pukaki (P3568)  | 21. června 2007   | 6. května 2008    | 14. května 2009 | Vyřazena 17. října 2019. Roku 2022 zakoupena Irskem. Do služby uveden 4. září 2024 jako LÉ Gobnait (P72). Aktivní.  |
| HMNZS Rotoiti (P3569) | 3. března 2006    | srpen 2007        | 17. dubna 2009  | Vyřazena 17. října 2019. Roku 2022 zakoupena Irskem. Do služby uveden 4. září 2024 jako LÉ Aoibhinn (P71). Aktivní. |
| HMNZS Taupo (P3570)   | 14. prosince 2007 | 23. srpna 2008    | 29. května 2009 | Aktivní |
| HMNZS Hawea (P3571)   | 13. prosince 2006 | 11. prosince 2007 | 1. května 2009  | Zakonzervována kvůli nedostatku posádek.                                                                            |

## Konstrukce

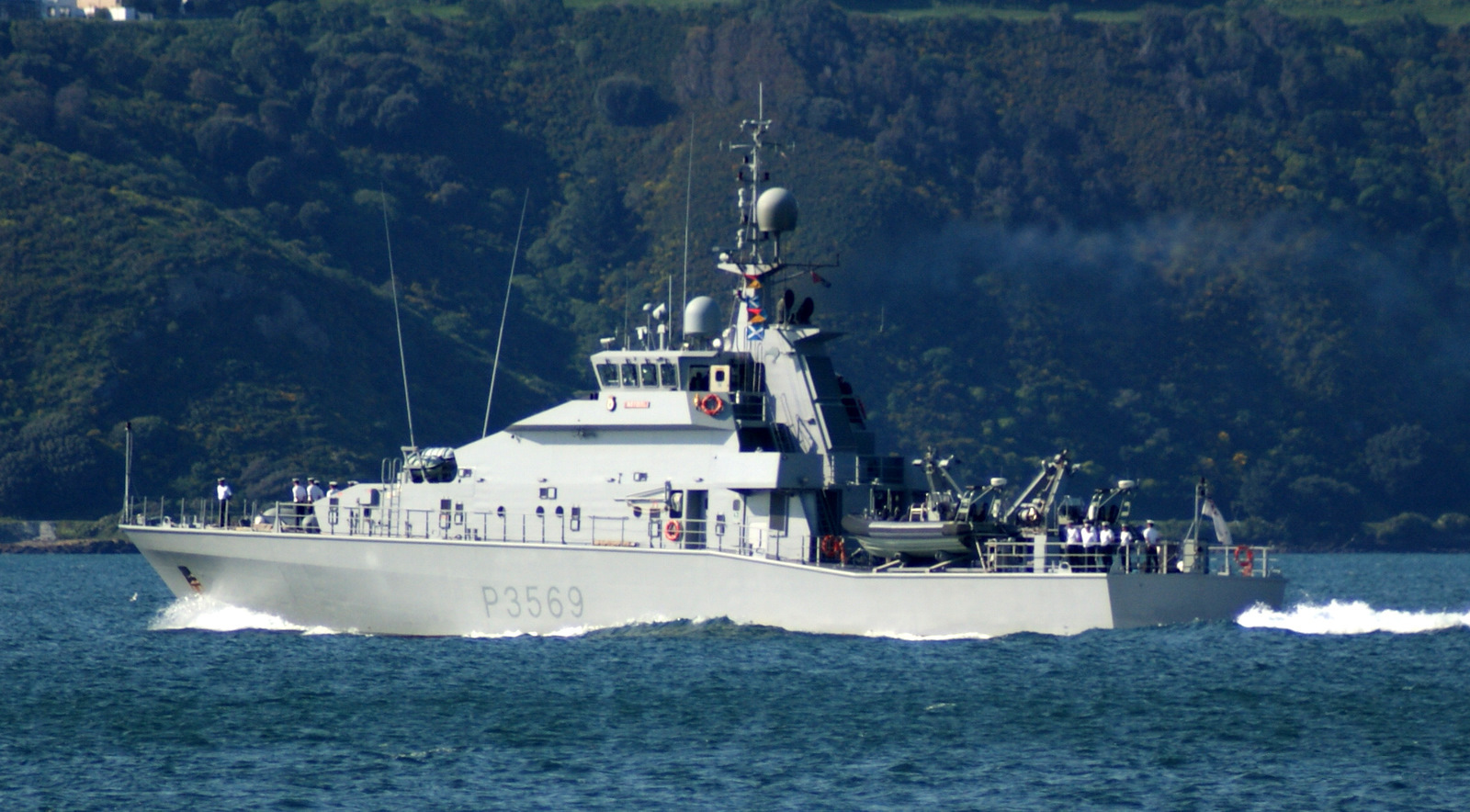
HMNZS Rotoiti

Konstrukce této třídy je založena na záchranných plavidlech stavěných loděnicí Tenix pro Filipínskou pobřežní stráž. Pro snížení nákladů je konstrukce navržena dle civilních standardů. Posádku 20 osob může doplnit až 16 dalších (pracovníci vládních agentur, ministerstev, policisté či vojáci). Pro obranu slouží tři 12,7mm kulomety. Na palubě jsou neseny dva rychlé čluny RHIB. Pohonný systém tvoří dva diesely MAN B&W 12VP185. Nejvyšší rychlost dosahuje 25 uzlů.

## Zahraniční uživatelé
Irsko
- Irské námořnictvo – Roku 2022 za 26 milionů Euro zakoupeny vyřazené hlídkové lodě Pukaki a Rotoiti. Do Irska mají být dodány roku 2023, po prodělání nezbytných oprav v loděnici Babcock. Ve službě nahradí hlídkové lodě třídy Peacock LÉ Ciara (P42) a LÉ Orla (P41).[6] 4. září 2024 byly do služby uvedeny jako LÉ Aoibhinn (P71) a LÉ Gobnait (P72).[7]